# Octavius (navire)
Pour les articles homonymes, voir Octavius.
L’Octavius est un vaisseau fantôme, qui n'a probablement jamais existé mais est devenu une légende.

## Histoire
L'histoire veut que ce navire eut été trouvé à l'ouest du Groenland par le baleinier Herald le 11 octobre 1775. Les marins du Herald arraisonnent l’Octavius et retrouvent sous le pont tout l'équipage mort gelé, dans un état de conservation presque parfait. Le corps du capitaine toujours à son bureau dans sa cabine, une plume à la main (exactement comme dans la légende du Jenny (en)) avec le livre de bord face à lui. Les marins ont pu seulement prendre ce livre avant de quitter le navire. La dernière entrée était celle du 11 novembre 1762, ce qui signifiait que le navire avait été perdu dans l'Arctique depuis treize années. Le journal, gelé, a glissé de sa reliure, ne laissant que la première et les dernières pages de ce dernier.
L’Octavius aurait quitté l'Angleterre pour l'Orient en 1761 et est arrivé à sa destination l'année suivante. Le capitaine aurait tenté de revenir par le passage du Nord-Ouest. Il aurait été piégé dans la glace au nord de l'Alaska (la dernière position enregistrée du navire par son équipage serait de 75° N, 160° O, au nord de Barrow). Ainsi, l’Octavius aurait réussi le passage du Nord-Ouest à titre posthume. Le navire n'a jamais été revu après sa rencontre avec le Herald.

## Culture populaire
Ce navire et son contexte serait l'une des inspirations du roman graphique Le Démon des glaces (1974) de Jacques Tardi. Une référence à l’Octavius est aussi faite dans le jeu vidéo Assassin's Creed III (2012) avec Hendrick van der Heul, quartier-maître de William Kidd, comme capitaine du navire.